# Антефикс
Антефикс је архитектонски детаљ, вертикална плоча од керамике (дрвета, мермера, гранита или другог камена), везана за најниже тачке крова (стреху) као природна баријера која олакшава одливање воде са крова. У периоду хеленизма и у познијој римској архитектури антефикс, поред утилитарне добија и својеврсну украсну, па чак, понекад, и уметничку вредност.

## Етимологија
Од латинског antefixus причвршћен испред: ante- испред и fixus причвршћен, (participio praeteritum од figere).

## Опис и развој
У почетку антефикс је представљао вертикално постављену равну плочу (дрвену даску или палмин лист, у доњем делу сваког реда црепова крова да би блокиро сливање воде преко стрехе и сакривао и штитио елементе дрвене конструкције крова. Временом су за ову сврху употребљаване керамичке плочице које су се, вертикално постављене у најнижој тачки крова изнад нивоа фасаде, могле видети одоздо или са стране са улице па је, можда, ова чињеница довела до тога да се антефикс постепено трансформише у декоративни елемент на храмовима и кућама богатих. 
Прецизно и богато украшени антефикси могу се наћи у готово свим древним цивилизацијама (од Етрураца до средњег века). Најинтересантнији са естетске тачке гледишта, истовремено и међу најстаријим су антефикси пронађени при ископавању етрурских градова Веји и Пирги. Они су од обојене керамике, а датирани су у крај VI век п. н. е.
Исклесани или рељефни антефикси у великој мери се разликују према степену уметничке обраде и прецизности (као и уложеног рада и финансијских средстава). На храмовима, кућама племства и важним административним објектима плочице предње фасаде су богато украшаване резбаријама, сликама и орнаментима. Најчешћи антички антефикси били су у облику палмете (антемиона), стилизованог штита са орнаментом, људског лика или фантастичне животиње. Један од најчешћих мотива била је глава горгоне Медузе која је одбијала зло, и била је јарко обојена. За скромније зграде керамика је украшавана једноставним бројевима или другим симболима који су посебно карактеристични за римску архитектуру.
Скоро исто се може рећи и за материјал од кога је рађен антефикс. Најјефтинији (глинени или дрвени) антефикси прављени су истовремено са цреповима или шиндром и постављани заједно са њима. Најскупљи - мермерни, гранитни или метални (са рељефом, резбаријом или сликом) – произвођени су у посебним уметничким радионицама. Постојали су и фигурални керамички антефикси – простипи који нису прављени уобичајеним поступцимана већ су ручно моделовани.